# Richard Simonton

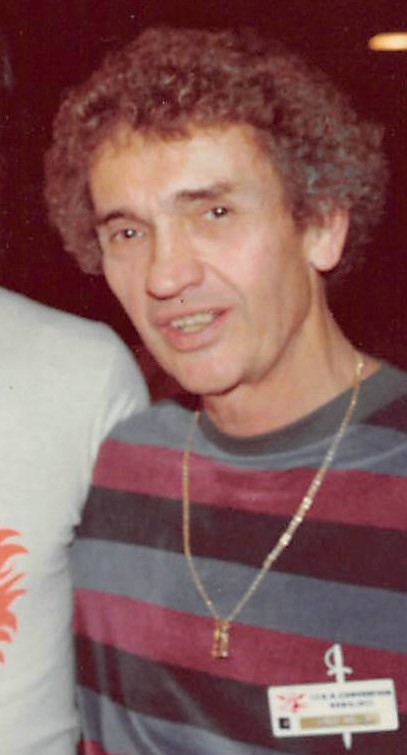
Richard Simonton 1977

Richard Simonton (* 1915; † 1979), bekannt unter dem Pseudonym Doug Malloy, war ein US-amerikanischer Unternehmer, der maßgeblich dazu beigetragen hat, Piercing in der westlichen Welt populär zu machen.

## Karriere
Unter dem Namen Doug Malloy machte sich Simonton einen Namen in der Body-Modification-Szene. In den 1970er Jahren, den Anfangsjahren des „modernen“ Piercings, veröffentlichte Simonton die ersten Publikationen und stellte Verbindungen zwischen den Pionieren der Szene wie Fakir Musafar, Horst Streckenbach, Alan Oversby und Jim Ward her. Simonton finanzierte aus seiner Arbeit mit der Muzak Corporation ab 1975 die Arbeiten von Jim Ward und stellte sein Haus als ein privates Piercing-Studio zur Verfügung. Mit diesem Studio zog Ward anfängliche Kundschaft von einer Adressenliste an, die ihm Simonton zur Verfügung gestellt hatte: Ferner annoncierte er Kleinanzeigen in lokalen Homosexuell- und Fetisch-Veröffentlichungen. Nach drei Jahren der fortlaufenden Verbesserung von Techniken und Ausrüstung eröffnete Jim Ward am 17. November 1978 im Westen Hollywoods ein Ladenlokal unter der Bezeichnung the Gauntlet store. Die Errichtung dieses Geschäftes gilt als erstes kommerzielles Studio seiner Art. Simonton veröffentlichte zahlreiche Artikel in der PFIQ.

## Trivia
Im Jahr 1977 reiste Simonton nach Deutschland und besuchte Horst Streckenbach in Frankfurt. Dabei sind mehrere Tondokumente entstanden, die teilweise noch erhalten sind. So ein Interview mit Tattoo Samy am 18. September 1977.